# Millwall FC
A Millwall Football Club egy angol labdarúgócsapat, melynek székhelye London délkeleti részén, Southwark kerületben található. A csapat jelenleg az angol másodosztályban szerepel. Hazai mérkőzéseit a 20 146 férőhelyes The Den stadionban játssza.
Bár nem tartozik a sikeres klubok közé, a Millwallt mégis sokan ismerik világszerte kőkemény szurkolói csoportjai miatt. Több futballhuliganizmussal kapcsolatos filmben is feltűnnek a szurkolóik. 2004-ben Magyarországra is ellátogattak, amikor a Ferencvárossal játszottak az UEFA-kupában, egyik szurkolójukat hátba szúrták a két tábor összecsapásakor.

## Története
A csapatot 1885-ben, Millwall Rovers néven alapították a skót szállítmányozási cég, a J.T. Morton munkásai. A két fő klubszín a kezdetektől a kék és a fehér voltak a Skót zászlóra és a skót válogatottra utalván. Első meccsüket 1885. október 3-án játszották a Fillebrook ellen, és 5-0-ra kikaptak. 1893-ban, már Millwall Athletic néven alapító tagjai lettek a Southern League-nek, melynek első két szezonját meg is nyerték, a harmadikat pedig ezüstéremmel zárták.
1920-ban léptek be a The Football League-be, ahol több más csapattal együtt megalapították a harmadosztály déli csoportját. Első meccsükön 2-0-s diadalt arattak a Bristol Rovers felett. A csapat kemény, harcos futballjával az FA Kupában is nevet szerzett magának, és az 1940-es években a másodosztályba is sikerült feljutniuk. Ekkoriban Anglia tíz legnépszerűbb klubja közé tartoztak, és mindenki úgy vélte, hamarosan valódi sikercsapattá válhatnak, de a második világháború megakadályozta őket ebben.
A háború után minden csapatnak nehéz volt az újrakezdés, de a Millwallra különösen kemény időszak várt. Anglia egyik legnagyobb klubjából az ország egyik legkisebb csapata vált, ráadásul stadionjukat több találat is érte London bombázásakor. Rengeteget köszönhettek szurkolóiknak, akiknek az adományai nagyban hozzájárultak a The Den újjáépítéséhez. Az 1950-es években gyengén szerepelt a csapat, vagy a kiesés ellen küzdöttek vagy ki is estek. 1953-ban barátságos meccset játszottak a Manchester United ellen, hogy felavassák a frissen felszerelt villanyvilágítást a stadionjukban. Nagy meglepetésre 2-1-es győzelmet arattak. Öt évvel később alapító tagjai lettek a negyedosztálynak
A következő évtizedben több nagyszerű játékosuknak köszönhetően már nagyobb sikerek is vártak rájuk, 1964. augusztus 22. és 1967. január 14. között például 59 alkalommal léptek pályára hazai pályán és egyszer sem kaptak ki. A 70-es években többek között olyan kiváló labdarúgók alkották a csapatot, mint Harry Cripps, Dennis Burnett, Derek Possee, Barry Kitchener, Eamon Dunphy, Keith Weller, Doug Allder és Bryan King. Kis híján sikerült feljutniuk az első osztályba is történetik során először, mindössze egy pont hiányzott a bravúrhoz.
John Docherty irányítása alatt az Oroszlánok 1988-ban megnyerték a másodosztály küzdelmeit, és feljutottak az élvonalba. Remekül kezdték első élvonalbeli szezonjukat, hat meccs után vezették a tabellát, és karácsonyig szinte folyamatosan a legjobb öt között voltak. Végül tizedikek lettek, máig ez a valaha elért legjobb bajnoki eredményük. Ez többek között olyan nagynevű játékosoknak volt köszönhető, mint Teddy Sheringham, Tony Cascarino, Terry Hurlock vagy Les Birley.
A jó kezdet ellenére a Millwall az 1989/90-es szezonban kiesett és lent is ragadt a másodosztályban. Ekkoriban a legnagyobb sikerül az volt, hogy 1994-ben megismételt mérkőzésen 2-0-ra verték az Arsenalt az FA Kupában. Két évvel később a másodosztályból is kiestek és olyan nehéz anyagi helyzetbe kerültek, hogy rövid ideig csődeljárás is folyt ellenük.
A csapat ugyan kilábalt az adósságokból, de kis híján még a harmadosztályból is kiesett. 2000-ben aztán már osztályozót játszhattak a feljutásért, egy évvel később pedig a harmadosztály bajnokaiként jutottak fel a második vonalba. Egy 4-0-s Norwich City elleni győzelemmel tértek vissza és az egész szezonjuk olyan jól sikerült, hogy fel is juthattak volna a Premier League-be, de a rájátszás elődöntőjében kikaptak a Birmingham Citytől.

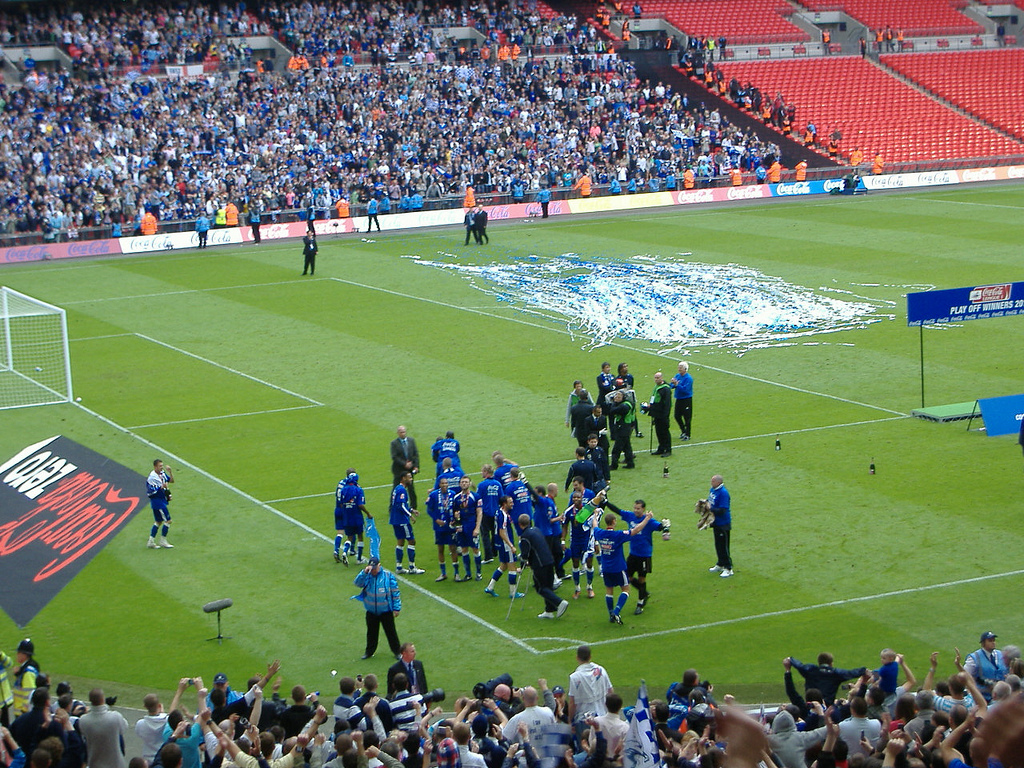
A csapat ünnepli a feljutást 2010-ben

2003-ban a csapat tapasztalt játékosa, Dennis Wise ült le a kispadra, aki egyszerre játékosként és menedzserként is tevékenykedett. Irányítása alatt a Millwall története során először bejutott az FA Kupa döntőjébe. Ott ugyan 3-0-s vereséget szenvedtek a Manchester Unitedtől, de lehetőségük nyílt indulni az UEFA-kupában, mivel a manchesteriek már kvalifikálták magukat a Bajnokok Ligájára. Ez volt az első alkalom, hogy nemzetközi porondon próbálhatták ki magukat.
Az UEFA-kupa 2004/05-ös kiírásában csak az első fordulóig jutottak, ahol a Ferencváros 4-2-es összesítéssel ejtette ki őket. 2005 és 2006 között nem kevesebb, mint hat menedzser váltotta egymást a kispadon, ráadásul a csapat 2006-ban ki is esett a másodosztályból. 2007-ben Kenny Jackett ült le a kispadra, aki hosszas próbálkozás után 2010-ben, a rájátszást megnyerve végül visszajuttatta a gárdát a Championshipbe. Remekül sikerült a visszatérésük, idegenben 3-0-ra verték a Bristol Cityt. Öt szezont töltöttek a másodosztályban, azonban a 2014-15-ös idény végén ismét kiestek a League One-ba.

## Stadionok
A Millwallnak fennállásának első 25 évében négy különböző pályája is volt. Az első a Glengall Road volt, egy szörnyű állapotban lévő területen, itt mindössze egy évig maradtak, majd átköltöztek a The Lord Nelson nevű kocsma mögött található East Ferry Roadra, innen 1890-ben menniük kellett, mert a tulajdonos jobban fizető bérlőt talált. Ekkor költöztek a The Athletic Groundra, ez volt az első valódi stadionjuk, ahová akár 10-15 ezer néző is befért. Egy év múlva menniük kellett, mert egy helyi cég fatelepnek szerette volna használni a területet. A következő kilenc évben kénytelenek voltak egy az East Ferry Roadhoz közel lévő pályát használni.
1910 októberében épült fel első stadionjuk, a The Den, körülbelül 10 ezer fontból. A tervező az az Archibald Leitch volt, aki többek között az Old Trafford "megszületésénél" is bábáskodott. Az első vendég a Brighton & Hove Albion volt itt, akik 1-0-ra verték a Millwallt. Az Oroszlánok 83 évig maradtak itt, majd 1993. augusztus 4-én beköltöztek a jelenleg is használt stadionjukba, melyet eredetileg The New Den névre kereszteltek, de azóta már a korábbi legendás pályához hasonlóan csak The Denként emlegetik. A megnyitóünnepségen a Millwall a Sporting Lisszabon ellen lépett pályára és 2-1-re kikapott.

## Riválisok és huliganizmus
A Millwall méretéhez és státuszához mérten meglehetősen népszerű csapat a szurkolók körében. Vérmesebb drukkereik Anglia legrettegettebb huligánjai közé tartoznak, akik rengeteg botrányt okoztak már az utóbbi évtizedekben. 2002 májusában, egy Birmingham City elleni mérkőzés után még a rendőrökre is rátámadtak, 47 rendőr és 24 ló sérült meg. A rendőrség az eset után komolyan fontolóra vette, hogy beperli a Millwallt.
2004-ben Magyarországon sem fogták vissza magukat, és összeverekedtek a Ferencváros szurkolóival. Az egyik angol drukkert végül szúrt sebbel kellett kórházba szállítani. Legutóbb 2009 augusztusában hallattak magukról, amikor ősi riválisuk, a West Ham United ellen játszottak a Ligakupában. A stadionon kívüli verekedésekben leszúrtak egy Millwall-szurkolót, a mérkőzést pedig háromszor is meg kellett szakítani, amikor a drukkerek beözönlöttek a pályára.
Az Oroszlánok négy legnagyobb riválisa a West Ham United, a Crystal Palace, a Charlton Athletic és a Gillingham. Első számú "ellenségük" a West Ham, bár az utóbbi időben ritkán csaptak össze, mivel más-más osztályokban szerepeltek. Legközelebbi riválisuk a Charlton, a két klub stadionja bő négy mérföldre található egymástól.

## Nemzetközi mérkőzések
| Szezon  | Esemény   | Kör    | Ellenfél    | 1. mérkőzés | 2. mérkőzés | Összesítve |
| ------- | --------- | ------ | ----------- | ----------- | ----------- | ---------- |
| 2004–05 | UEFA-kupa | 1. kör | Ferencváros | 1–1         | 1–3         | 2-4        |

## Játékosok

### Jelenlegi keret
2013. május 28. szerint
| #  |            | Poszt | Név                |
| -- | ---------- | ----- | ------------------ |
| 1  | Írország   | K     | David Forde        |
| 2  | Írország   | V     | Alan Dunne         |
| 3  | Nigéria    | V     | Danny Shittu (csk) |
| 4  | Anglia     | KP    | Josh Wright        |
| 5  | Anglia     | V     | Paul Robinson      |
| 6  | Anglia     | KP    | Liam Trotter       |
| 8  | Guadeloupe | KP    | Therry Racon       |
| 9  | Anglia     | CS    | John Marquis       |
| 11 | Anglia     | CS    | Shaun Batt         |
| 12 | Ausztrália | V     | Shane Lowry        |
| 14 | Anglia     | KP    | James Henry        |
| 15 | Anglia     | KP    | Liam Feeney        |
| 16 | Anglia     | V     | Mark Beevers       |

| #  |                 | Poszt | Név              |
| -- | --------------- | ----- | ---------------- |
| 18 | Anglia          | KP    | Martyn Woolford  |
| 20 | Írország        | CS    | Andy Keogh       |
| 21 | Anglia          | V     | Jack Smith       |
| 22 | Franciaország   | CS    | Dany N'Guessan   |
| 24 | Anglia          | V     | Jake Goodman     |
| 26 | Comore-szigetek | KP    | Nadjim Abdou     |
| 27 | Anglia          | V     | Karleigh Osborne |
| 28 | Anglia          | V     | Scott Malone     |
| 30 | Írország        | CS    | Aiden O'Brien    |
| 31 | Wales           | CS    | Jermaine Easter  |
| 33 | Észak-Írország  | K     | Maik Taylor      |
| —  | Wales           | V     | Thomas Bender    |

### Kölcsönben
| #  |        | Poszt | Név                                  |
| -- | ------ | ----- | ------------------------------------ |
| 3  | Anglia | V     | Andrew Frampton (a Leyton Orientnél) |
| 13 | Anglia | K     | John Sullivan (at Yeovil Townnál)    |

| #  |          | Poszt | Név                                                  |
| -- | -------- | ----- | ---------------------------------------------------- |
| 27 | Írország | V     | Pat O'Connor (at Tooting & Mitcham Unitednél)        |
| 31 | Anglia   | CS    | Kiernan Hughes-Mason (a Tooting & Mitcham Unitednél) |

## Fordítás
- Ez a szócikk részben vagy egészben  a   Millwall F.C. című angol Wikipédia-szócikk fordításán alapul.  Az eredeti cikk szerkesztőit annak laptörténete sorolja fel. Ez a jelzés csupán a megfogalmazás eredetét és a szerzői jogokat jelzi, nem szolgál a cikkben szereplő információk forrásmegjelöléseként.